# Südlicher Lacló
Der Südliche Lacló, auch Lacló (tetum Lacló, portugiesisch Ribeira de Lacló do Sul oder Rio Lacló do Sul), ist der größte Fluss der osttimoresischen Gemeinde Manufahi.

## Verlauf
Er entspringt in den zentralen Bergen Timors im Verwaltungsamt Turiscai, durchquert den Norden Fatuberlios und durchquert die Ebene von Alas, bevor er die Timorsee erreicht. Zwischen verschiedenen Sucos bildet der Lacló die natürliche Grenze, so im Verwaltungsamt Fatuberlio zwischen Bubussuso und Caicassa. Im Verwaltungsamt Alas folgt er der gesamten Westgrenze von Dotik, auf deren anderer Seite von Norden nach Süden die Sucos Aituha, Taitudac, Maha-Quidan und Uma Berloic liegen. Am Treffpunkt von Dotik, Taitudac und Maha-Quidan, wo der aus Aituha kommende Rio Marak in den Lacló rechtsseitig mündet, weitet sich der Fluss zu einem großen See mit mehreren Inseln aus. Kurz vor der Mündung in die Timorsee, trifft ein Seitenarm der Clerec auf den Lacló.

## Brücken

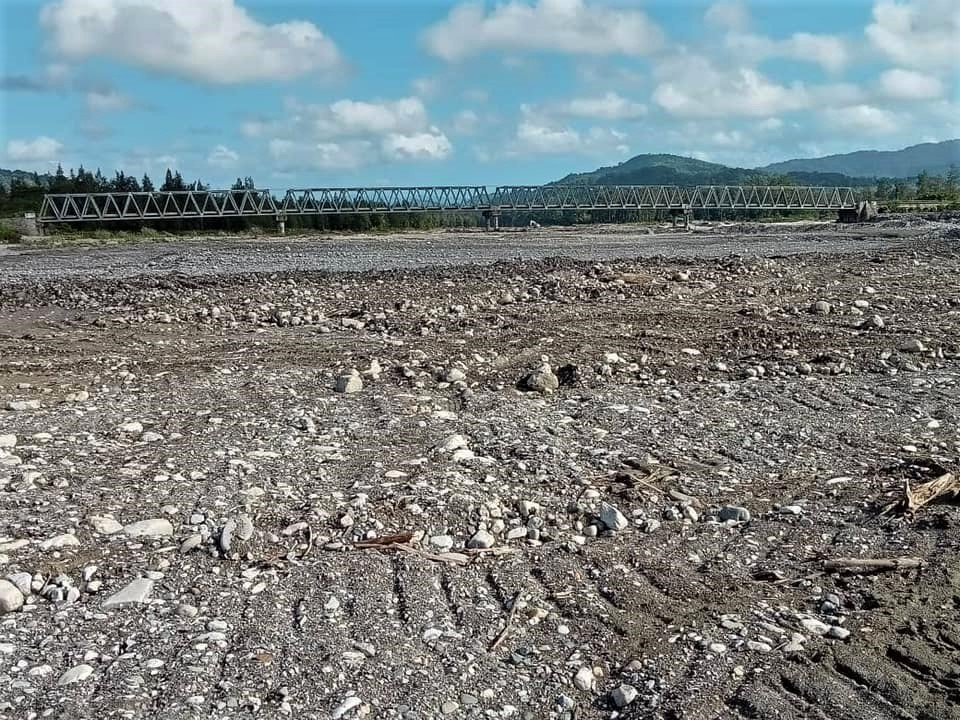
Brücke in Colocau (Uma Berloic) über den Laclo

Von Uma Berloic kommend überquert die südliche Küstenstraße mit einer Brücke den Lacló in Richtung Dotik.

## Sonstiges
Der Lacló ist einer von mehreren Flüssen im Süden des Landes, der in der Regen- und der Trockenzeit Wasser führt. Er verursacht in seinem Mündungsgebiet, in dem es eine Vielzahl von Lagunen gibt, regelmäßig Überschwemmungen. 
Zum Nördlichen Lacló, der an der Nordküste der Insel in die Straße von Wetar mündet, gibt es keine direkte Verbindung.